# Johnny Winter (álbum)
Johnny Winter es un álbum homónimo de Johnny Winter publicado en 1969. Columbia Records lo lanzó al mercado luego de firmar con el músico por USD $600.000. Al igual que en su trabajo anterior, Johnny Winter mezcla algunas composiciones propias con canciones ya grabadas anteriormente por otros músicos. Alcanzó el número 24 en la lista de álbumes Billboard 200. Este álbum fue producido por Winter quién contó con Marvin Devonish como asistente de producción.

## Lista de canciones
1. "I'm Yours and I'm Hers" (Johnny Winter) - 4:27
2. "Be Careful With a Fool" (Joe Josea, B. B. King) - 5:15
3. "Dallas" (Johnny Winter) - 2:45
4. "Mean Mistreater" (James Gordon) - 3:53
5. "Leland Mississippi Blues" (Johnny Winter) - 3:19
6. "Good Morning Little School Girl" (Sonny Boy Williamson I) - 2:45
7. "When You Got a Good Friend" (Robert Johnson) - 3:30
8. "I'll Drown In My Tears" (Henry Glover) - 4:44
9. "Back Door Friend" (Lightnin' Hopkins, Stan Lewis) - 2:57

## Miembros
- Johnny Winter – Voz, guitarra, armónica
- Tommy Shannon – Bajo
- John "Red" Turner – Batería
- Edgar Winter – Piano en "I'll Drown in My Tears", saxofón alto en "Good Morning Little School Girl"
- Elsie Senter – Coros en "I'll Drown in My Tears"
- Carrie Hossell – Coros en "I'll Drown in My Tears"
- Peggy Bowers – Coros en "I'll Drown in My Tears"
- Stephen Ralph Sefsik – Saxofón alto en "I'll Drown in My Tears"
- Norman Ray – Saxofón barítono en "I'll Drown in My Tears"
- Walter "Shakey" Horton – Armónica en "Mean Mistreater"
- Willie Dixon – Bajo acústico en "Mean Mistreater"
- Karl Garvin – Trompeta en "Good Morning Little School Girl"
- A. Wynn Butler – Saxofón tenor en "Good Morning Little School Girl"